# 필리핀 대학교
필리핀 대학교(필리핀어: Unibersidad ng Pilipinas, 영어: University of the Philippines)는 필리핀의 국립 대학교이다.
1908년에 미국령 필리핀 제1대 입법부 법률 1870호 (통칭 대학법)에 따라 설립되었다. 필리핀에서 가장 많은 학위 과정을 제공한다. 이 대학교는 필리핀의 고급 고등 교육기관이다.
7인의 필리핀 대통령이 대학교에 대학원생 또는 학부생으로 재학하였고, 12인의 대법원장, 필리핀 국가예술인 칭호 수훈자 57인 중 36명, 필리핀 국가과학자 칭호 수훈자 31인 중 30명이 이 곳 출신이다.

## 같이 보기
- DZUP